# Aksino
Aksino je domnevni delec, ki se pojavlja v nekaterih teorijah, povezanih z delci. Je superpartner aksiona . 
Verjetno je aksino najlažji supersimetrični delec v Minimalnem supersimetričnem Standardnem modelu .  
(Najlažji delec, ki je superpartner delcev iz Standardnega modela, pa je stauon). Zaradi tega ga prištevajo tudi med kandidate za temno snov v vesolju .